# Propensione marginale al risparmio
In macroeconomia, la propensione marginale al risparmio è l'aumento del risparmio determinato da un incremento del reddito disponibile pari ad una unità di moneta (ad esempio un euro).
Essa equivale all'opposto della propensione marginale al consumo. In formule: {\displaystyle s=1-c} dove s = propensione marginale al risparmio e c = propensione marginale al consumo.